# Oxalis trichophylla
Oxalis trichophylla är en harsyreväxtart som beskrevs av Baker.. Oxalis trichophylla ingår i släktet oxalisar, och familjen harsyreväxter. Inga underarter finns listade i Catalogue of Life.